# E.P. “Tom” Sawyer State Park

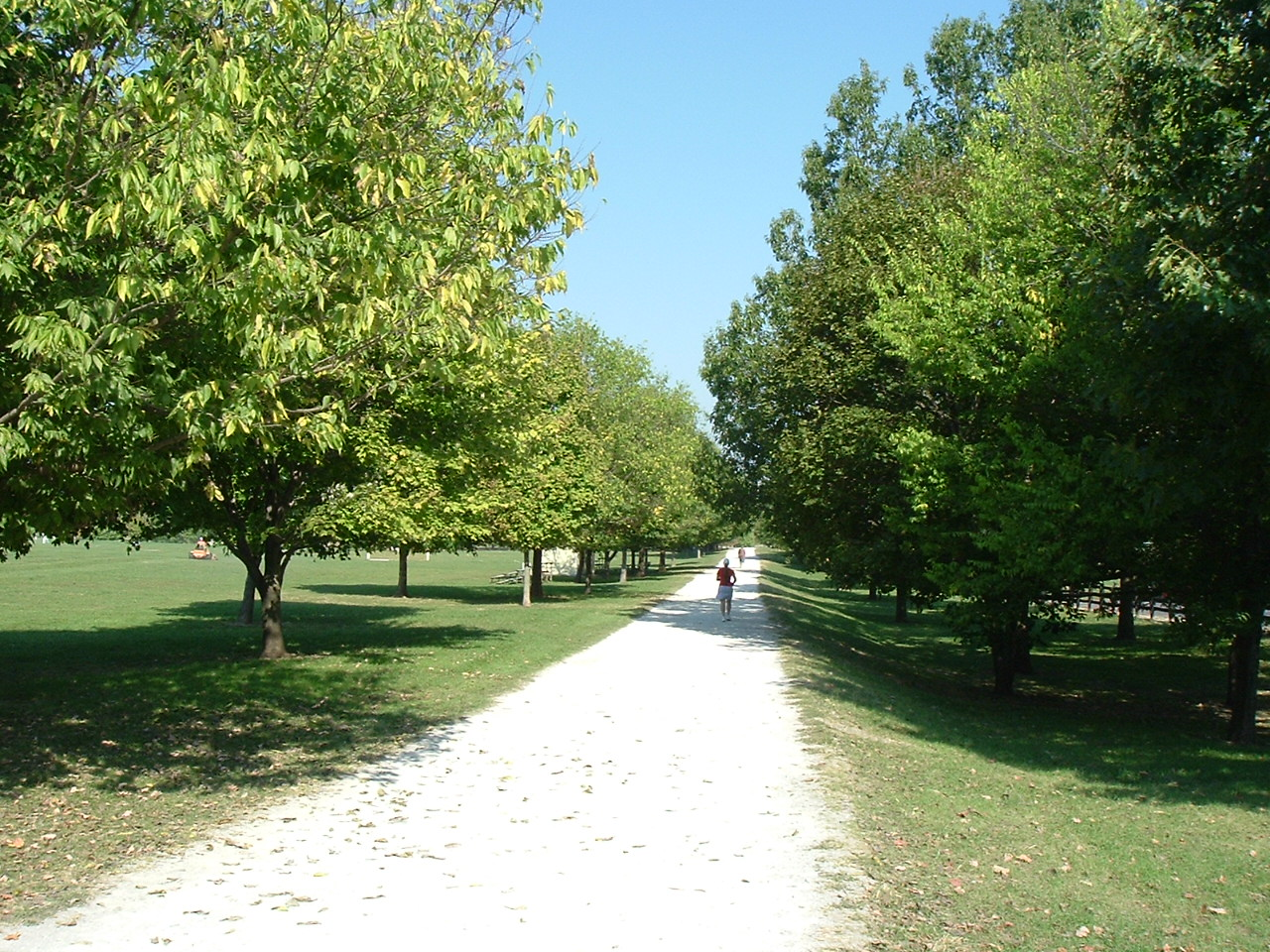
Weg im E.P. Sawyer State Park

Der E.P. „Tom“ Sawyer State Park ist ein 2,3 Quadratkilometer großer State Park bei Louisville im Jefferson County im US-Bundesstaat Kentucky. Er dient vor allem zur Naherholung für die Bevölkerung.

## Geschichte
Das Gelände des Parks wurde im 20. Jahrhundert vom Kentucky Central State Hospital landwirtschaftlich genutzt. Hiervon zeugen noch Scheunen und ein Friedhof.
Der Park wurde von Gouverneur Louie B. Nunn 1971 gegründet. Im Mai 1975 wurden die Anlagen des Parks offiziell eröffnet. Benannt wurde der Park nach Erbon Powers „Tom“ Sawyer (* 1915; † 1969), einem Richter und Lokalpolitiker, der am 23. September 1969 bei einem tragischen Autounfall ums Leben kam. Seine Tochter Diane Sawyer ist eine bekannte Fernsehmoderatorin.

## Anlage
Der Park liegt in den Freys Hills und hat sich nach und nach von einer landwirtschaftlich genutzten Fläche zu einem Park entwickelt. Im Lauf der Jahre wurden Hunderte von Bäumen gepflanzt, die die vorhandenen Felder in einen Park verwandelt haben. Dazu gibt es im Parkgelände zahlreiche Freizeiteinrichtungen: Das Activities Center enthält eine Sporthalle mit 600 Sitzplätzen und Basketball- und Badmintonplätzen. Außerdem gibt ein Freibad, zehn Fußballplätze, drei Softballfelder, einen 1,6 Kilometer langen Fitnesspfad, einem zwei Kilometer langen Spazierweg entlang des Goose Creek und einem BMX-Kurs. Weiterhin gibt es im Park einen Modellflugplatz, eine Hundewiese, Kinderspielplätze und Picknickplätze.

## Aktivitäten
Die Bevölkerungszahl im Eastern Jefferson County ist in den letzten Jahren stark angewachsen, und der State Park wird von zahlreichen Bewohnern zur Naherholung genutzt. Die Tom Sawyer State Park Foundation, eine gemeinnützige Einrichtung zur Unterstützung des State Parks, wurde 1981 gegründet. Sie ist eine Freiwilligenorganisation, die ehrenamtlich im Park hilft und Spenden zum Unterhalt und Ausbau des Parks sammelt. Die Verwaltung des State Parks bietet zahlreiche Programme zur Natur- und Umwelterziehung für Schulen sowie ein Sommer Camp für Jugendliche an. Die Louisville Astronomical Society nutzt den Park zur Sternbeobachtung. Jeden August ist der Park Schauplatz der National Bicycle League Grand Nationals, ein BMX-Rennen, das Hunderte Fahrer aus der ganzen Welt anzieht.